# Ryan Seacrest
Ryan John Seacrest (Dunwoody, 24 de dezembro de 1974) é um apresentador e produtor estadunidense.
Tornou-se conhecido do grande público estadunidense após apresentar o programa de televisão American Idol, uma das maiores audiências da televisão norte-americana.

## Vida pessoal
Em 2010, Seacrest manteve um romance com Julianne Hough, uma bailarina profissional, atriz e cantora mais conhecida por atuar no programa "Dancing with the Stars". Em outubro de 2009, Chidi Benjamin Uzomah Jr. foi preso enquanto carregava um canivete no programa de Seacrest da E!.Em novembro de 2009, Uzomah Jr. foi sentenciado a dois anos de prisão. Em uma declaração, Seacrest afirmou: "Seus esforços agressivos e violentos para entrar em contato físico comigo são extremamente assustadores para mim, Eles puseram em risco não só a segurança de meu pessoal, mas também a segurança e o bem-estar das pessoas ao meu redor".

## Líder, anfitrião e produtor

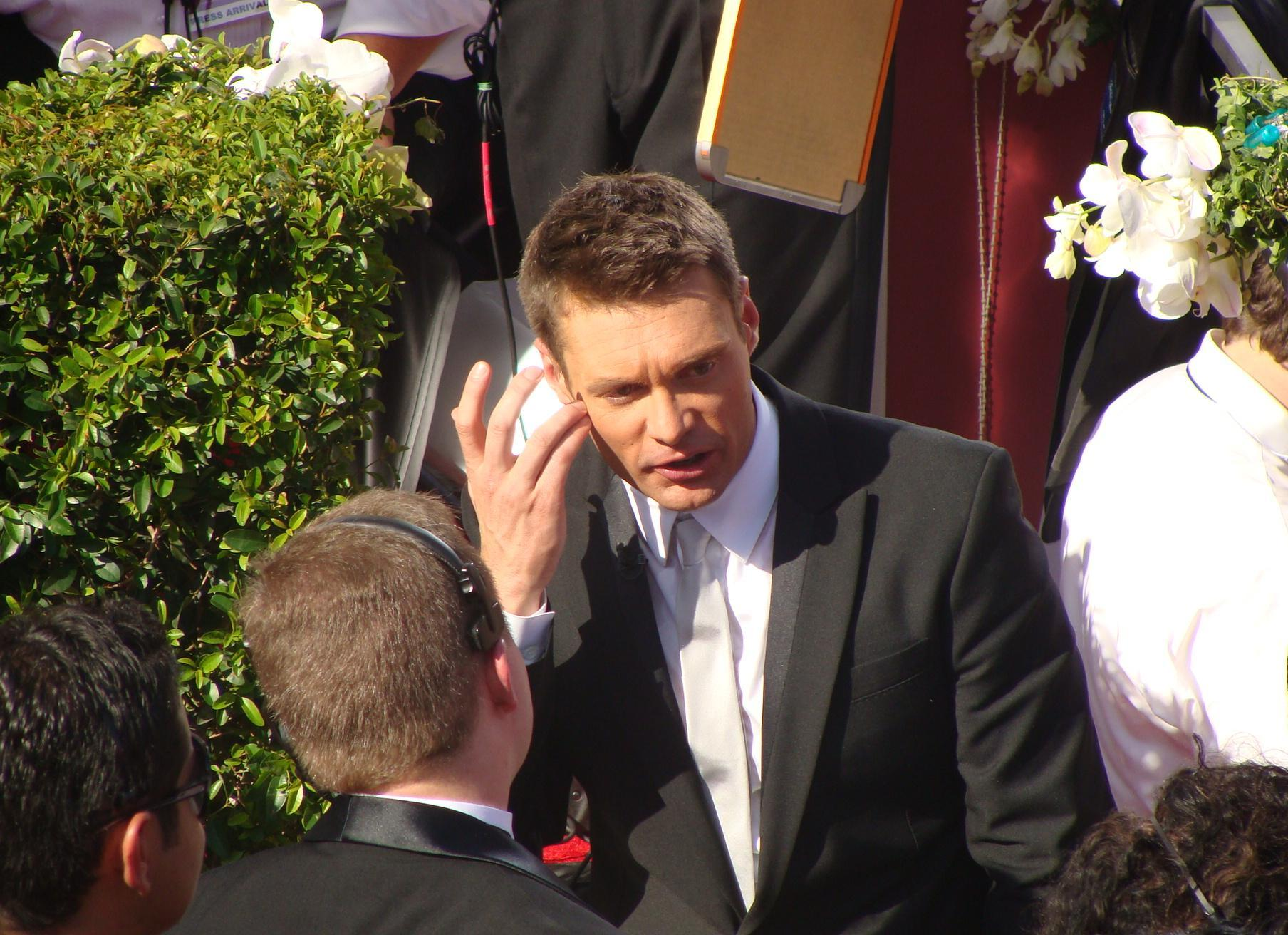
Seacrest em 2008 no Primetime Emmys at Nokia Plaza em Los Angeles

Em 2002, Seacrest aceitou a posição como co-anfitrião do reality show American Idol série de sucesso americana com o comediante Brian Dunkleman. O American Idol foi im sucesso fenomenal, colocando Seacrest  no centro das atenções nacionais. No ano seguinte, quando ele se tornou o único anfitrião quando Dunkleman deixou o show, o entusiasmo de Seacrest na tela fez dele uma sensação da noite dos americanos, e o show foi visto por 26 milhões de espectadores  semanalmente. Em 2003, Seacrest sediou a spin-off show, Juniors americana. Em janeiro de 2004, Seacrest lançou um diário de entretenimento / variedade / talk programa de televisão sindicado intitulado On Air with Ryan Seacrest. Devido à baixa audiência, o show foi cancelado nove meses depois.
Em janeiro de 2005, Seacrest sediou a "Celebration of Freedom" concerto em Washington, com o presidente George W. Bush, a família Bush e as Forças Armadas americanas. Em agosto de 2005, foi anunciado que Seacrest se tornaria produtor executivo e co-anfitrião do Ano Novo Dick Clark de "Rockin com Ryan Seacrest, e que ele seria o sucessor eventual do produtor host-de. Papel Dick Clark foi limitado pelo discurso e as questões de mobilidade, devido à sua recuperação de um derrame. Seacrest também, ocasionalmente, serviu como um anfitrião substituto no programa de televisão CNN Larry King Live, show final e co-emceed Larry King com Bill Maher em 16 de dezembro de 2010.
Em julho de 2010, foi anunciado que Seacrest estava formando uma parceria com o E! para desenvolver e produzir Seutheir first dance show. Ele contará com a coreógrafa de Lady Gaga e  Laurie Ann Gibson. Quando Larry King decidiu aposentar o microfone de sua longa duração Larry King Live, em 2010, ele sugeriu que Seacrest seria o substituto ideal. No entanto, acabou indo para Piers Morgan, um juiz na Got Talent América.

## Rádio
- On Air with Ryan Seacrest: Apresentador
- American Top 40: Apresentador
- 2003 Radio Music Awards: Co-apresentador
- 102.7 KIIS-FM Los Angeles: Desde 2004, com Ellen K.

### Filmes
- Knocked Up como Ele Mesmo
- Get Smart como Ele Mesmo (Apresentador do American Top 40)
- New Year's Eve Como ele mesmo

### Televisão
- Bank of Hollywood: Produtor (2009–Presente)
- Channel 1 News: Âncora/Repórter.
- CNET Central: Coapresentador
- Super Bowl XLII (2008) Apresentador
- Gladiators 2000: Coapresentador
- Wild Animal Games: Apresentador
- The New Edge: Apresentador
- Ultimate Revenge: Apresentador
- Fear Factor
- Reality Check: Jack Craft
- The NBC Saturday Night Movie: Apresentador
- American Idol: Coapresentador (1ª temporada); Apresentador (2ª a 10ª temporadas)
- American Juniors: Apresentador
- Dick Clark's New Year's Rockin' Eve With Ryan Seacrest: Coapresentador, Produtor executivo
- Hey Arnold!: Fighting Families Host
- E! News: Coapresentador
- Larry King Live
- Walt Disney World Christmas Day Parade: (2005–Presente) Apresentador
- America's Party: Live from Las Vegas: Apresentador
- Good Day Live: Apresentador Convidado
- Disneyland 2000: 45 Years of Magic: Apresentador
- Robot Chicken: (2005) Ele Mesmo
- Click: Apresentador
- 59th Primetime Emmy Awards: Apresentador
- Mind of Mencia: (2005) Ele Mesmo
- Blind Date: Ele Mesmo
- Punk'd: Ele Mesmo
- Keeping Up with the Kardashians: Produtor executivo
- Denise Richards: It's Complicated: Produtor executivo